# Songs We Sing
Songs We Sing è il primo album in studio del cantautore statunitense Matt Costa, pubblicato nel 2005 e poi riedito nel 2006.

## Tracce

### Edizione 2005
Tutte le tracce sono state scritte da Matt Costa.

1. Yellow Taxi – 3:41
2. Astair – 2:57
3. Oh Dear – 2:13
4. Cold December – 4:19
5. Desire's Only Fling – 2:54
6. Sweet Rose – 2:45
7. Songs We Sing – 3:12
8. Sunshine – 2:24
9. Whiskey & Wine – 2:49
10. Shimmering Fields – 2:19
11. Behind the Moon – 3:35
12. Wash Away – 3:54

### Edizione 2006
Tutte le tracce sono state scritte da Matt Costa.

1. Cold December – 4:19
2. Astair – 2:58
3. Sweet Thursday – 4:31
4. Sunshine – 2:36
5. These Arms – 4:10
6. Ballad of Miss Kate – 4:30
7. Sweet Rose – 2:39
8. Songs We Sing – 3:10
9. Yellow Taxi – 3:41
10. I Tried – 2:43
11. Behind the Moon – 3:35
12. Oh Dear – 2:12
13. Wash Away – 3:55

Traccia Bonus Europa
1. Lullaby (featuring Jack Johnson) – 2:38